# Речане (деревня)
Реча́не —  деревня в Торопецком районе Тверской области. Административный центр Речанского сельского поселения.

## География
Деревня расположена на автодороге 28К-1786, в 8 км к югу от районного центра Торопец. Находится на обеих берегах реки Торопа, через которую построен автомобильный мост.

## Этимология
Название «Речане» происходит от «река», то есть по топографии селения. Деревня расположена по обоим берегам реки Торопы, на старинном тракте, пересекающем здесь реку.

## История
В 1706 году в Речанах была построена каменная, трёхпрестольная церковь Иверской иконы Божией Матери. Находилась на правом берегу реки Торопы. В настоящее время церковь не сохранилась.
На топографической карте Фёдора Шуберта, изданной в 1871 году обозначен погост Речане. 
В списке населённых мест Торопецкого уезда Псковской губернии за 1885 год значится погост Речани. Имел 4 двора и 16 жителей. 
На карте РККА 1923—1941 годов обозначена деревня Речане. Имела 22 двора. 

## Население
| 1997 | 2010 |
| ---- | ---- |
| 344  | ↘278 |